# شارلوته ريشتر بايل
شارلوته ريشتر بايل Charlotte Richter-Peill (ولدت في نورنبرغ في يوليو 1969) هي كاتبة قصصية ألمانية.
تعمل شارلوت حاليا كاتبة حرة في هامبورغ. وكانت تنشر أعمالها في المجلات والمختارات الأدبية. وقد قدم كثير من نصوصها في الإذاعة.
وقد صدرت أولى أعمالها في سنة 2004, وهي رواية بعنوان «الحجرة الأخيرة» Das letzte Zimmer.
وحصلت في عام 2001 على جائزة الأدب التشجيعية من مدينة هامبورغ.
ومن أعمالها:
1. الحجرة الأخيرة (رواية 2004)
2. الطاهية (رواية 2005)
3. وغدا المزيد (قصص 2005)

## مواقع خارجية
- Webseite von Charlotte Richter-Peill
- Bibliografie